# Chinmoku (film)
Chinmoku (Nederlands: Stilte), ook bekend onder de Engelse titel Silence, is een Japanse film uit 1971 van regisseur Masahiro Shinoda. De film is gebaseerd op de gelijknamige roman van auteur Shusaku Endo, die zelf het scenario schreef. Chinmoku maakte deel uit van het 25e filmfestival van Cannes (1972) en won vier prijzen op het Mainichi Film Concours.

## Verhaal
In de 17e eeuw reizen de jezuïtische missionarissen Sebastian Rodrigues en Francisco Garrpe naar Japan, waar het christendom illegaal is verklaard en gelovigen op brutale wijze vervolgd worden. Daar proberen ze te achterhalen wat er met Cristóvão Ferreira gebeurd is, een priester die twintig jaar eerder naar Japan is vertrokken om het christendom te verspreiden, en die vijf jaar eerder spoorloos is verdwenen na te zijn gearresteerd.
Niet veel na zijn aankomst komt Rodrigo in contact met ondergedoken gemeenschappen van christelijke Japanners. De gelovigen worden door de autoriteiten opgespoord, gemarteld en gedood. Uiteindelijk wordt Rodrigo verraden door zijn gids Kichijiro en eveneens gearresteerd. Hij wordt met allerlei martelingen geconfronteerd en moet afstand nemen van zijn geloof door op een fumie van Jezus Christus te trappen. Hij wordt hiertoe onder druk gezet door zowel de magistraat Inoue Chikugonokami als zijn vroegere mentor Ferreira, die zijn geloof inmiddels heeft verloochend en de Japanse naam Sawano Chuan heeft aangenomen. De stilte van God wordt steeds ondraaglijker voor Rodrigo, die zich uiteindelijk laat overtuigen om zijn voet op een fumie te zetten.

## Historische achtergrond

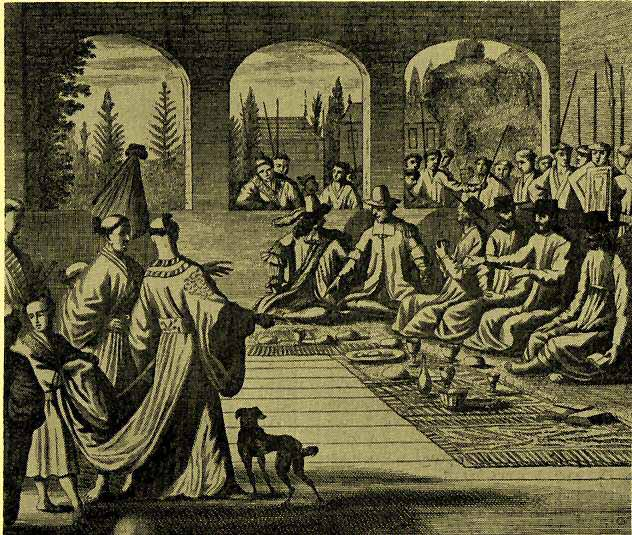
Prent uit Gedenkwaerdige gesantschappen der Oost-Indische Maatschappy in ’t Vereenigde Nederland, aan de kaisaren van Japan (1669) van Arnoldus Montanus. Op de voorgrond twee Japanse ondervragers. Tegenover hen met zwarte hoofddeksels de vier jezuieten en links van hen Christovao Ferreira

Het verhaal is voor een belangrijk deel gebaseerd op historische feiten. Cristóvão Ferreira was een Portugese jezuïet die de meest controversiële apostaat werd in de geschiedenis van de orde. Van 1609 tot 1633 was hij werkzaam bij de missie van de jezuïeten in Japan. Hij werd in 1633 gearresteerd en werkte daarna samen met de Japanse inquisitie. Dit had een golf van ontzetting en vooral schaamte in de orde van de jezuïeten tot gevolg. Honderden jezuïeten meldden zich aan om naar Japan te reizen, Ferreira te bewegen op zijn besluit terug te komen en in zijn plaats als martelaar te sterven. Er zijn zes pogingen vanuit Manilla bekend die hebben geleid tot een aankomst in Japan van groepen jezuïeten met dat doel. In alle gevallen werden de priesters snel na aankomst gearresteerd en dat leidde of tot de dood, of eveneens tot apostasie. De bekendste van die pogingen dateert van 1643. Daaraan namen vier jezuïeten deel, waaronder ook een priester met de naam Sebastião Rodrigues. Ook voor deze vier eindigde hun poging na marteling in apostasie.

## Rolverdeling
| Acteur         | Personage           |
| -------------- | ------------------- |
| David Lampson  | Sebastian Rodrigues |
| Don Kenny      | Francisco Garrpe    |
| Tetsuro Tamba  | Cristóvão Ferreira  |
| Mako Iwamatsu  | Kichijiro           |
| Eiji Okada     | Inoue Chikugonokami |
| Shima Iwashita | Kiku                |
| Rokko Toura    | Tolk                |

## Trivia
- Hoewel de film Portugese missionarissen volgt, worden de personages grotendeels vertolkt door Engelstalige acteurs. Het personage Cristóvão Ferreira wordt echter vertolkt door de Japanse karakteracteur Tetsurō Tamba, die vier jaar eerder bekend was geworden als het personage Tiger Tanaka in de James Bondfilm You Only Live Twice (1967).
- Het personage Kichijiro is gebaseerd op de Bijbelfiguur Judas. Volgens auteur Shusaku Endo werd het personage ook geïnspireerd door de film La strada (1954) van de Italiaanse regisseur Federico Fellini.[2]
- In 2016 bracht regisseur Martin Scorsese met Silence zijn eigen verfilming van Endo's roman uit.